# Jacqueline Caille
Pour les articles homonymes, voir Caille (homonymie).
Jacqueline Caille, née en 1939, est une historienne médiéviste française, spécialiste de l’histoire de Narbonne au Moyen Âge. Agrégée de l'université et titulaire d’un doctorat de 3e cycle en histoire, elle est maître de conférences honoraire de l’université Paul-Valéry-Montpellier.

## Activités de recherche et éditoriales
Au fil des années, elle a publié plus d'une cinquantaine d'articles scientifiques consacrés à l'histoire médiévale languedocienne. Une quinzaine d'entre eux concernant Narbonne ont été rassemblés et publiés en 2005 par la médiéviste Kathryn L. Reyerson, professeur d'histoire médiévale à l'université du Minnesota et membre de la Medieval Academy of America, sous l'intitulé Medieval Narbonne : A City at the Heart of the Troubadour World,.
Sa thèse de doctorat portant sur Notre-Dame de la Daurade, dirigée par les professeurs Philippe Wolff et Marcel Durliat de l'université de Toulouse et soutenue en 1963, a été publiée en 2007, sous une forme mise à jour et remaniée, aux éditions du Comité des travaux historiques et scientifiques,.

## Quelques publications
- Hôpitaux et charité publique à Narbonne au Moyen Âge, de la fin du XIe à la fin du XVe siècle (préface de Michel Mollat), 1er Grand prix de la Société française d'Histoire des Hôpitaux, 1976, Privat, Toulouse, 1978, 191 p.  (ISBN 2-7089-7700-8 et 978-2-7089-7700-6)[6]
- Histoire de Narbonne, éd. Privat, Pays et villes de France (ouvrage collectif), chapitres consacrés à la période médiévale : 5 (en partie), 6, 7 et 8, p. 93-200, 3e éd., Toulouse, 2004,  (ISBN 2-7089-8339-3) (1re éd. 1981  (ISBN 2-7089-8200-1)).
- (Kathryn L. Reyerson, éd.), Medieval Narbonne : A City at the Heart of the Troubadour World, Ashgate/Variorum (coll. Variorum collected studies series, no 792), Aldershot, 2005, XXVI-388 p.  (ISBN 978-0-86078-914-7)
- (Quitterie Cazes, collaboratrice), Sainte-Marie La Daurade à Toulouse : du sanctuaire paléochrétien au grand prieuré clunisien médiéval, Éditions du Comité des travaux historiques et scientifiques (coll. Archéologie et histoire de l'art, no 18), Paris, 2007, 353 p. [présentation en ligne]  (ISBN 978-2-7355-0536-4)